# تمويل الزيادة الضريبية
تمويل الزيادة الضريبية (بالإنجليزية: Tax increment financing)‏ طريقة تمويل عامة تستخدم لدعم التنمية، والبنية التحتية، وغير ذلك من مشاريع المجتمع المحلي في العديد من البلدان، مثل الولايات المتحدة. الهدف الأساسي من تمويل الزيادة الضريبية هو تحفيز الاستثمار الخاص في منطقة متخلّفة وفاسدة وبحاجة إلى تنشيط اقتصادها. تستخدم استراتيجيات مماثلة أو ذات صلة بالاستحواذ على القيمة في جميع أنحاء العالم.
من خلال استخدام تمويل الزيادة الضريبية، تحوّل البلديات عادةً زيادات إيرادات ضريبة الممتلكات المستقبلية من منطقة أو مقاطعة محددة إلى مشروع تنمية اقتصادية أو عامة في المجتمع. لا تخصص إعانات الدعم من تمويل الزيادة الضريبية مباشرة من ميزانية المدينة، لكنّ المدينة تتحمل الخسائر من خلال العائدات الضريبية الفائضة. استخدم تمويل الزيادة الضريبية لأول مرة في كاليفورنيا عام 1952. بحلول عام 2004، كانت جميع الولايات الأمريكية الخمسين باستثناء أريزونا قد سمحت باستخدامه. استخدم لأول مرة في كندا عام 2007.

## خلفية تاريخية
اسخدم تمويل الزيادة الضريبية لأول مرة في كاليفورنيا عام 1952، وهناك آلاف المناطق التي تستخدمه حاليًّا في مختلف أنحاء الولايات المتحدة، من المدن الصغيرة ومتوسطة الحجم إلى المناطق الحضرية الكبرى. في عام 2008، كان في كاليفورنيا أكثر من أربعمائة مقاطعة تستخدم تمويل الزيادة الضريبية بإجمالي إيرادات تزيد عن 10 مليارات دولار سنويًا، وأكثر من 28 مليار دولار من الديون طويلة الأجل، وأكثر من 674 مليار دولار من تقييم الأراضي المقدرة.
أوقفت ولاية كاليفورنيا استخدام تمويل الزيادة الضريبية بسبب الدعاوى القضائية عام 2011، وسنت «قرار كاليفورنيا للطوارئ المالية عام 2010» الذي أنهت بموجبه تحويل إيرادات ضريبة الممتلكات من التمويل العام، بما في ذلك استخدام تمويل الزيادة الضريبية لتمويل حوالي 400 وكالة للتنمية في الولاية. استأنفت وكالات التنمية هذا القرار، على الرغم من أنها ألغيت في نهاية المطاف في فبراير 2012 بعد إقرار ميزانية الدولة لعام 2011.

## نتائج غير مقصودة
تعرّضت المقاطعات المستخدمة لتمويل الزيادة الضريبية إلى الكثير من الانتقادات، وما زال البعض يتساءلون عما إذا كانت هذه المقاطعات تخدم سكانها المقيمين بالفعل. تعقد منظمة تدعى «مسؤولو البلديات من أجل إصلاح إعادة التنمية» مؤتمرات منتظمة بشأن إساءة استعمال إعادة التنمية.